# Čičkajul
Il Čičkajul (in russo Чичкаюл?), o nella forma desueta Čička-Jul, è un fiume della Russia siberiana, affluente di destra del Čulym (bacino idrografico dell'Ob'). Scorre nell'oblast' di Tomsk. 

## Descrizione
Il Čičkajul ha origine nella pianura del fiume Čulym, Ha una lunghezza di 450 km e il suo bacino è di 6 150 km². La sua portata media, a 114 km dalla foce, è di 28,46 m³/s. Il fiume si ghiaccia, in media, tra la fine di ottobre e l'inizio di novembre, sino ad aprile, inizio maggio. È navigabile fino a 192 km dalla foce.
Lungo il suo corso si trova l'insediamento di Francevo (Францево) collegato da una ferrovia al villaggio di Konsomol'sk.